# 固道郡
固道郡，中国南北朝时设置的郡。亦作故道郡。
北魏延兴四年（474年）置固道郡，属南岐州。治所在尚婆城（今甘肃省徽县东北）。辖境相当今甘肃徽县、两当县二县地。太和元年（477年）移治梁泉县（今陕西凤县东北凤州镇），领梁泉、两当、龙安、商乐四县，属梁州。辖境约相当今甘肃省徽县、两当县及陕西省凤县、留坝县等地一带。西魏废帝三年（554年），改名归真郡，属南岐州。领梁泉、龙安、商乐三县。北周保定五年（565年）撤销归真郡，改为归真县。